# Birdjand
Birdjand (en persan : بيرجند, Birjand) est la capitale de la province du Khorassan méridional située à l'est de l'Iran, connue pour ses exports de safran et de tapis faits à la main. Elle avait une population estimée à 183 010 habitants en 2005.

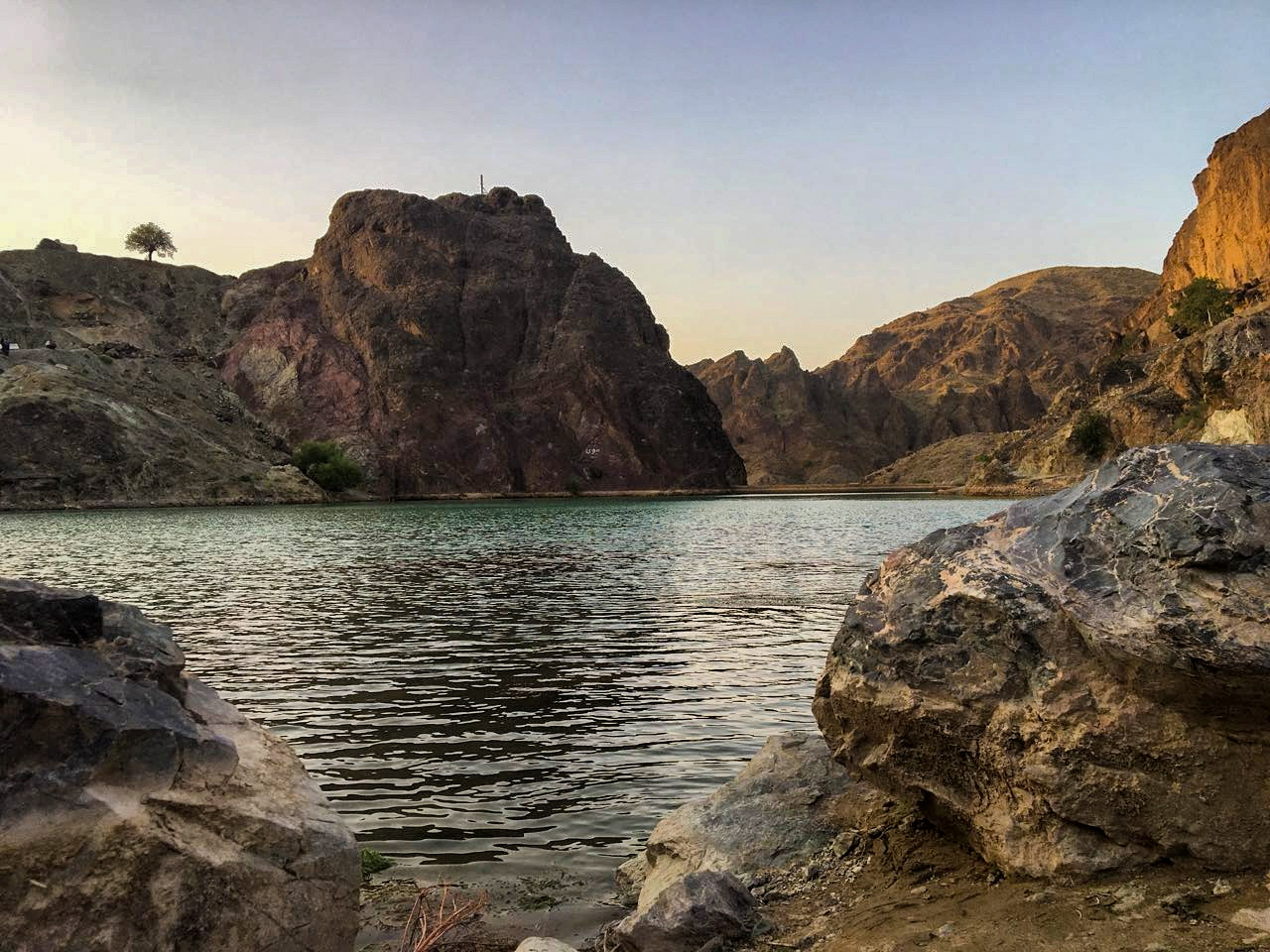
Dande Barre

## Géographie
Étant proche de la frontière avec l'Afghanistan, Birdjand est située sur la « route de la soie » de l'opium qui est introduit en Iran avant de poursuivre sa route vers l'Europe (la région est aussi appelée le « croissant de l'opium »)

## Histoire
Le premier réseau de distribution d'eau urbain en Iran a été installé à Birdjand.
L'école Shokatiyeh à Birdjand, avec l'école Dar ol-Fonoun à Téhéran furent les premières écoles publiques en Iran.

## Éducation
- Université de Birdjand
- Université des sciences médicales de Birdjand

## Culture et patrimoine
- Citadelle Furg

## Personnalités liées à la ville
- Shah Seyyed Ali Kazemi, dernier prince de Moud et Birdjand du trône du paon (lié au Premier ministre Alam, sa femme et le chah Reza Pahlavi.
- Asadollah Alam, Premier ministre de 1962 à 1964.
- Sima Bina (1945-), chanteuse classique née à Birjand.
- Ahmad Kamyabi Mask, docteur d'état et chevalier de l'Ordre des Palmes académiques.